# Aneilema
Aneilema is een geslacht uit de familie Commelinaceae. Het geslacht telt ongeveer zestig soorten, waarvan de overgrote meerderheid voorkomt in Subsaharaal Afrika. Enkele soorten komen voor in Oceanië en een soort, Aneilema brasiliense, komt voor in Zuid-Amerika. 

## Soorten
- Aneilema acuminatum R.Br.
- Aneilema aequinoctiale P.Beauv.
- Aneilema alatum Koord.
- Aneilema angolense C.B.Clarke
- Aneilema aparine H.Perrier
- Aneilema arenicola Faden
- Aneilema benadirense Chiov.
- Aneilema beniniense (P.Beauv.) Kunth
- Aneilema biflorum R.Br.
- Aneilema brasiliense C.B.Clarke
- Aneilema brenanianum Faden
- Aneilema brunneospermum Faden
- Aneilema calceolus Brenan
- Aneilema chrysopogon Brenan
- Aneilema clarkei Rendle
- Aneilema dispermum Brenan
- Aneilema dregeanum Kunth
- Aneilema ephemerum Faden
- Aneilema forsskalii Kunth
- Aneilema gillettii Brenan
- Aneilema grandibracteolatum Faden
- Aneilema hirtum A.Rich.
- Aneilema hockii De Wild
- Aneilema homblei De Wild
- Aneilema indehiscens Faden
- Aneilema johnstonii K.Schum.
- Aneilema lamuense Faden
- Aneilema lanceolatum Benth.
- Aneilema leiocaule K.Schum.
- Aneilema longicapsa Faden
- Aneilema longirrhizum Faden
- Aneilema macrorrhizum T.C.E.Fr.
- Aneilema minutiflorum Faden
- Aneilema mortonii Brenan
- Aneilema neocaledonicum Schltr.
- Aneilema nicholsonii C.B.Clarke
- Aneilema nyasense C.B.Clarke
- Aneilema obbiadense Chiov.
- Aneilema paludosum A.Chev.
- Aneilema pedunculosum C.B.Clarke
- Aneilema petersii (Hassk.) C.B.Clarke
- Aneilema plagiocapsa K.Schum.
- Aneilema pomeridianum Stanf. & Brenan
- Aneilema pusillum Chiov.
- Aneilema recurvatum Faden
- Aneilema rendlei C.B.Clarke
- Aneilema richardsiae Brenan
- Aneilema schlechteri K.Schum.
- Aneilema sclerocarpum F.Muell.
- Aneilema sebitense Faden
- Aneilema setiferum A.Chev.
- Aneilema siliculosum R.Br.
- Aneilema silvaticum Brenan
- Aneilema somaliense C.B.Clarke
- Aneilema spekei C.B.Clarke
- Aneilema succulentum Faden
- Aneilema tanaense Faden
- Aneilema taylorii C.B.Clarke
- Aneilema termitarium Faden
- Aneilema trispermum Faden
- Aneilema umbrosum (Vahl) Kunth
- Aneilema usambarense Faden
- Aneilema welwitschii C.B.Clarke
- Aneilema woodii Faden
- Aneilema zebrinum Chiov. ex Chiarugi

... · 
Commelina · 
Cyanotis · 
Tradescantia · 
...